# Tesi su Feuerbach
Le Tesi su Feuerbach (in tedesco Thesen über Feuerbach), sono un breve scritto di Karl Marx, elaborato nell'aprile del 1845, e riportato alla luce da Friedrich Engels dopo la morte dell'autore.
Le Tesi furono pubblicate come appendice da Engels nel suo scritto del 1888 dedicato a Feuerbach e intitolato "Ludwig Feuerbach e il punto di approdo della filosofia classica tedesca". Questo scritto, oltre a essere un completo superamento delle concezioni feuerbachiane, mostra la fondazione di una filosofia storicamente del tutto originale, la filosofia della prassi, una gnoseologia che può ricevere conferma soltanto dall'attività rivoluzionaria volta alla liberazione dell'uomo dall'alienazione sociale.

## Storia della pubblicazione
Nonostante i loro migliori sforzi per trovare un editore, "L'ideologia tedesca" non fu pubblicata durante la vita di Marx o Engels. L'opera polemica fu finalmente pubblicata integralmente solo nel 1932 dall'Istituto del marxismo-leninismo del Comitato Centrale del Partito Comunista di tutta l'Unione bolscevica (PCU(b)) nell'Unione Sovietica a Mosca.
Né Marx pubblicò le "Tesi su Feuerbach" durante la sua vita. Questo materiale fu invece successivamente curato da Friedrich Engels e pubblicato nel febbraio 1888 come supplemento al suo opuscolo "Ludwig Feuerbach e il punto d'approdo della filosofia classica tedesca". Il testo originale inedito di Marx fu pubblicato solo nel 1924 in traduzione tedesca e russa come parte degli Archivi Marx-Engels, Libro I, dall'Istituto del marxismo-leninismo di Mosca.
Ecco cosa dice Friedrich Engels delle "Tesi su Feuerbach", nella prefazione alla sua opera intitolata Ludwig Feuerbach e la fine della filosofia classica tedesca nel 1888:
(Friedrich Engels, "Ludwig Feuerbach e il punto di approdo della filosofia classica tedesca")

## Contesto storico
Nel febbraio 1845 Karl Marx fu deportato dalla Francia per volere del ministro degli affari esteri François Guizot. La ragione diretta di ciò è stata la richiesta del governo prussiano, che ha protestato contro le dichiarazioni critiche del quotidiano "Vorwärts" contro l'assolutismo prussiano. In un certo numero di articoli pubblicati su questo giornale, si poteva vedere la mano editoriale di Marx, che ha dato il tono ideologico alla rivista.
Marx trovò rifugio a Bruxelles, dove fu raggiunto per alcuni mesi, a partire da aprile, dal suo socio politico Friedrich Engels. Fu a Bruxelles che Marx iniziò a sviluppare il suo concetto di materialismo storico, l'idea che i grandi sconvolgimenti politici della storia fossero causati dalla lotta di classe.
Marx iniziò a lavorare a una nuova opera per presentare la sua filosofia del progresso storico, intitolata "L'ideologia tedesca". In relazione a questo progetto, Marx scrisse una breve dichiarazione contenente 11 punti e vari epigrammi sulle idee di Ludwig Feuerbach, un filosofo di sua conoscenza che apparteneva al gruppo dei giovani hegeliani. Lo considerava il sostenitore più moderno del materialismo, ma uno che non riusciva a trarre conclusioni appropriate sulla politica dalle sue indagini filosofiche. La maggior parte delle tesi sono sviluppate ne "L'ideologia tedesca".

## Contenuto
Contrariamente allo stereotipo prevalente, la più importante delle tesi è la prima, e non l'ultima. Hegel vedeva la dialettica come un modo di pensare allo spirito assoluto (Dio) e lo sviluppo storico della natura e della società come la sua incarnazione. I giovani hegeliani hanno mostrato l'autocontraddizione di una tale posizione, quando dalle stesse premesse nello stesso modo era possibile arrivare a risultati opposti, e Marx – una connessione materialistica tra storia ed ideologia.
Secondo Marx, l'inizio e il motore della storia non è il pensiero dello spirito assoluto (Dio), ma la pratica rivoluzionaria, cioè l'attività umana, che rompe continuamente le contraddizioni del mondo materiale. Il metodo dialettico risulta essere un modo per comprendere le contraddizioni nella realtà e la loro risoluzione razionale piuttosto che spontanea.

Notando che in passato era l'idealismo a difendere l'attività del soggetto nel processo della sua interazione con l'oggetto, Marx rivela la depravazione della comprensione idealistica dell'attività. Da queste posizioni, critica l'idealismo storico di Feuerbach e pone i problemi dell'epistemologia in modo nuovo e critica tutto il materialismo precedente, indicando la non attività e la contemplazione come principale inconveniente.

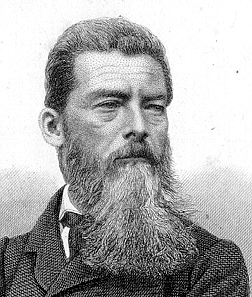
Ludwig Feuerbach

Per gli ex materialisti, il punto di partenza della riflessione era la natura, dalla cui presenza spiegavano il pensiero e i fenomeni della cultura. Per gli idealisti tale punto era il mondo stesso della cultura, che, dal loro punto di vista, non poteva derivare dalle sensazioni e, quindi, il pensiero, le idee e la ragione esistono indipendentemente da la natura e il corpo. Per Marx, proprio all'inizio c'è un'attività che dà origine alla cultura, che dà origine alla natura visibile alle persone. In pratica, il materiale e l'ideale non sono ancora separati, così come il soggettivo e l'oggettivo.
Per facilitare la comprensione della prima tesi si può ricorrere alla spiegazione seguente: Marx è l'idealista più coerente che ha sviluppato la storicità dell'idealismo di Hegel e Feuerbach al punto che non può più essere idealismo. Per una nuova comprensione non idealistica della storia, Marx introduce il concetto di pratica: l'attività umana genera cultura, la cultura genera natura visibile. Gli antichi materialisti iniziano con il primato della natura, mentre Marx arriva al primato della natura, partendo dal concetto di pratica. Gli antichi materialisti credono nel primato della natura, Marx crede nel primato della pratica e invita tutti i dubbiosi a confutare questa convinzione in pratica. La conseguenza filosofica più importante è la tesi che la pratica è la sua stessa prova. Teoria e azione per Marx diventano inseparabili e la loro separazione diventa un vizio epistemologico, che porta a una conoscenza non scientifica.
Le restanti 10 tesi rivelano in dettaglio il significato della prima. In modo ancora più dettagliato, vedi "L'ideologia tedesca" e il "Manifesto del partito comunista", dove Marx analizza in dettaglio le correnti filosofiche, religiose e politiche contemporanee in Germania.

### Le tesi su Feuerbach
1. «Il difetto principale di ogni materialismo fino ad oggi, compreso quello di Feuerbach, è che l'oggetto (Gegenstand, ciò che sta di fronte), il reale, il sensibile è concepito solo sotto la forma dell'obietto (Objekt, ciò che è proiettato fuori dal soggetto) o dell'intuizione; ma non come attività umana sensibile, come prassi, non soggettivamente. È accaduto quindi che il lato attivo è stato sviluppato, in modo astratto e in contrasto col materialismo, dall'idealismo, che naturalmente ignora l'attività reale, sensibile come tale. Feuerbach vuole oggetti sensibili realmente distinti dagli oggetti del pensiero; ma non concepisce l'attività umana stessa come attività oggettiva. Perciò nell'"Essenza del cristianesimo" egli considera come schiettamente umano solo il modo di procedere teorico, mentre la prassi è concepita e fissata da lui soltanto nella sua raffigurazione sordidamente giudaica. Pertanto egli non comprende l'importanza dell'attività "rivoluzionaria", dell'attività pratico-critica.»
2. «La questione se al pensiero umano appartenga una verità oggettiva non è una questione teoretica, ma pratica. È nella prassi che l'uomo deve dimostrare la verità, cioè la realtà e il potere, il carattere immanente del suo pensiero. La disputa sulla realtà o non - realtà di un pensiero isolato dalla prassi è una questione puramente scolastica.»[7]
3. «La dottrina materialistica, secondo la quale gli uomini sono prodotti delle circostanze e dell'educazione[8], dimentica che sono proprio gli uomini che modificano le circostanze e che l'educatore stesso deve essere educato. Essa è perciò costretta a separare la società in due parti, una delle quali sta al di sopra dell'altra. La coincidenza nel variare delle circostanze dell'attività umana, o autotrasformazione, può essere concepita o compresa razionalmente solo come prassi rivoluzionaria.»
4. «Feuerbach prende le mosse dall'auto-estraneazione religiosa, dalla duplicazione del mondo in un mondo religioso e in un mondo terreno. Il suo lavoro consiste nel risolvere il mondo religioso nella sua base mondana. Ma il fatto che la base mondana si distacchi da se stessa e si costruisca nelle nuvole come un regno fisso e indipendente si può spiegare solo con l'auto-dissociazione e con l'auto-contraddizione di questa base mondana. Questa deve pertanto essere tanto compresa nella sua contraddizione quanto rivoluzionata praticamente. Così, per esempio, dopo che si è scoperto che la famiglia terrena è il segreto della sacra famiglia, è proprio la prima che deve essere dissolta teoricamente e praticamente.»
5. «Feuerbach, non soddisfatto del pensiero astratto, vuole l'intuizione; ma egli non concepisce la sensibilità come prassi umana sensibile.»
6. «Feuerbach risolve l'essenza religiosa nell'essenza umana. Ma l'essenza umana non è un'astrazione immanente all'individuo singolo. Nella sua realtà, essa è l'insieme dei rapporti sociali. Feuerbach, che non s'addentra nella critica di questa essenza reale, è perciò costretto: 1) a fare astrazione dal corso della storia, a fissare il sentimento religioso per sé e a presupporre un individuo umano astratto, isolato; 2) per lui, perciò, l'essenza umana può essere concepita solo come genere, come universalità interna, muta, che leghi molti individui naturalmente.»[9]
7. «Perciò Feuerbach non vede che il 'sentimento religioso' è anch'esso un prodotto sociale e che l'individuo astratto, che egli analizza, in realtà appartiene a una determinata forma sociale.»
8. «La vita sociale è essenzialmente pratica. Tutti i misteri che sviano la teoria verso il misticismo trovano la loro soluzione razionale nell'attività pratica umana e nella comprensione di questa prassi.»Undicesima tesi, manoscritto originale di Marx.

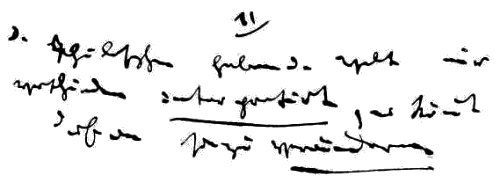
Undicesima tesi, manoscritto originale di Marx.

9. «Il punto più alto cui giunge il materialismo intuitivo, cioè il materialismo che non concepisce la sensibilità come attività pratica, è l'intuizione dei singoli individui nella società borghese.»
10. «Il punto di vista del vecchio materialismo è la società borghese; il punto di vista del nuovo materialismo è la società umana, o l'umanità sociale.»
11. «[finora] i filosofi hanno solo interpretato diversamente il mondo in vari modi; ma si tratta di trasformarlo.»[10]

### Usi del testo
L'undicesima tesi su Feuerbach è stata usata da Sergej Prokof'ev nella sua Cantata per il 20º anniversario della Grande Rivoluzione Socialista d'Ottobre.
L'undicesima tesi è incisa nell'ingresso dell'Università Humboldt in Unter den Linden a Berlino. Il Partito Socialista Unificato di Germania (SED) ha ordinato questo nel 1953 come parte della ricostruzione dopo la seconda guerra mondiale.
L'undicesima tesi è anche l'epitaffio di Marx, inciso sulla sua lapide nel cimitero di Highgate a Londra, insieme alla riga finale del Manifesto del Partito Comunista, "Lavoratori di tutti i paesi, unitevi".
Whittaker Chambers (fluente in tedesco e traduttore della versione in lingua inglese del 1928 di Bambi) pubblicò la sua traduzione nel suo libro di memorie del 1952 Witness: "I filosofi hanno spiegato il mondo in vari modi; ma si tratta di trasformarlo".

## Commenti
L'undicesima tesi ha avuto il privilegio di esser di gran lunga la più nota e discussa, fra quelle che compongono il breve scritto marxiano. Essa va letta e interpretata come presa di distanza da una lunga tradizione filosofica che aveva in Hegel il suo rappresentante più autorevole, ma rispetto alla quale anche gli autori della sinistra hegeliana non costituivano una rottura. Nella prefazione all'opera "Lineamenti di filosofia del diritto", il filosofo di Stoccarda aveva definito il ruolo della filosofia attraverso la celebre affermazione "la filosofia è il proprio tempo appreso nel concetto"; un sapere quindi crepuscolare, destinato a cogliere il movimento del reale nel suo esser già stato, a render ragione della realtà quale essa era venuta costituendosi come manifestazione progressiva dello Spirito. La filosofia, proteso lo sguardo verso il passato, è dunque rispecchiamento e traduzione concettuale del processo di inveramento della ragione.
L'approccio hegeliano – tradizionalmente definito giustificazionismo – viene rovesciato dal giovane Marx, che assegna alla filosofia il compito di trasformazione radicale della società. La filosofia, come disciplina che ambisce al sapere veritativo, ha nella realtà il suo banco di prova; la verità della filosofia non è più pertanto una verità oggettiva, un dato che spetta alla ragione contemplare, l'oggetto agognato di un lungo percorso di ricerca e riflessione, bensì una verità che attende di inverarsi nella sua portata dirompente e rivoluzionaria rispetto alla società capitalistico-borghese.